# Kościół św. Stanisława Kostki w Brudzewie
Kościół św. Stanisława Kostki – neogotycki parafialny kościół katolicki zlokalizowany we wsi Brudzew, w gminie Blizanów (powiat kaliski).

## Historia
Parafię erygowano w 1381 z fundacji Dersława herbu Pomian (pierwszy kościół mógł powstać około 1370, czyli nieco wcześniej). W 1672 proboszcz z Kalisza - Jasko wybudował nową, drewnianą świątynię. W 1778 była ona już w złym stanie i została wyremontowana przez Wawrzyńca Czarneckiego. Obecny, ceglany (nietynkowany) kościół wzniesiony został w latach 1901-1909 w popularnym w tamtych latach stylu neogotyckim. 

## Architektura
Obiekt jednonawowy, z wieżą w fasadzie frontowej, zwieńczoną hełmem z iglicą. Wybudowany na planie zbliżonym krzyża łacińskiego. Prezbiterium jest zamknięte wielobocznie.
Wnętrze posiada polichromie w barwach głównie błękitnych i szafirowych, zdobione m.in. gwiazdami. Wyposażenie jednolite, stylowo zgodne z architekturą obiektu, pochodzi z różnych lat XX wieku. Główny ołtarz jest drewniany, neogotycki z architektonicznym retabulum zwieńczony wysokimi i smukłymi pinaklami. W ołtarzu obraz przedstawiający św. Stanisława Kostkę u komunii (autor: Józef Buchbinder,  około 1900). Pozostałe ołtarze stylowo zbieżne z głównym, m.in. fundowany w 1937 przez Józefę Przyłucką z Łagiewnik, czy przez lokalne bractwo różańcowe. Obraz Matki Boskiej Brudzewskiej (artystycznie najcenniejszy w świątyni), uchodzi za cudowny. Wokół niego rozmieszczone są wota. Reszta wyposażenia (ławki, konfesjonały, chór i inne) neogotyckie. 

## Otoczenie
Przy elewacji północnej grób rodziny Białobrzeskich ze statuą maryjną. Przed wejściem głównym statua Jezusa z 1959. Ceglana dzwonnica pochodzi z około 1900.

## Galeria

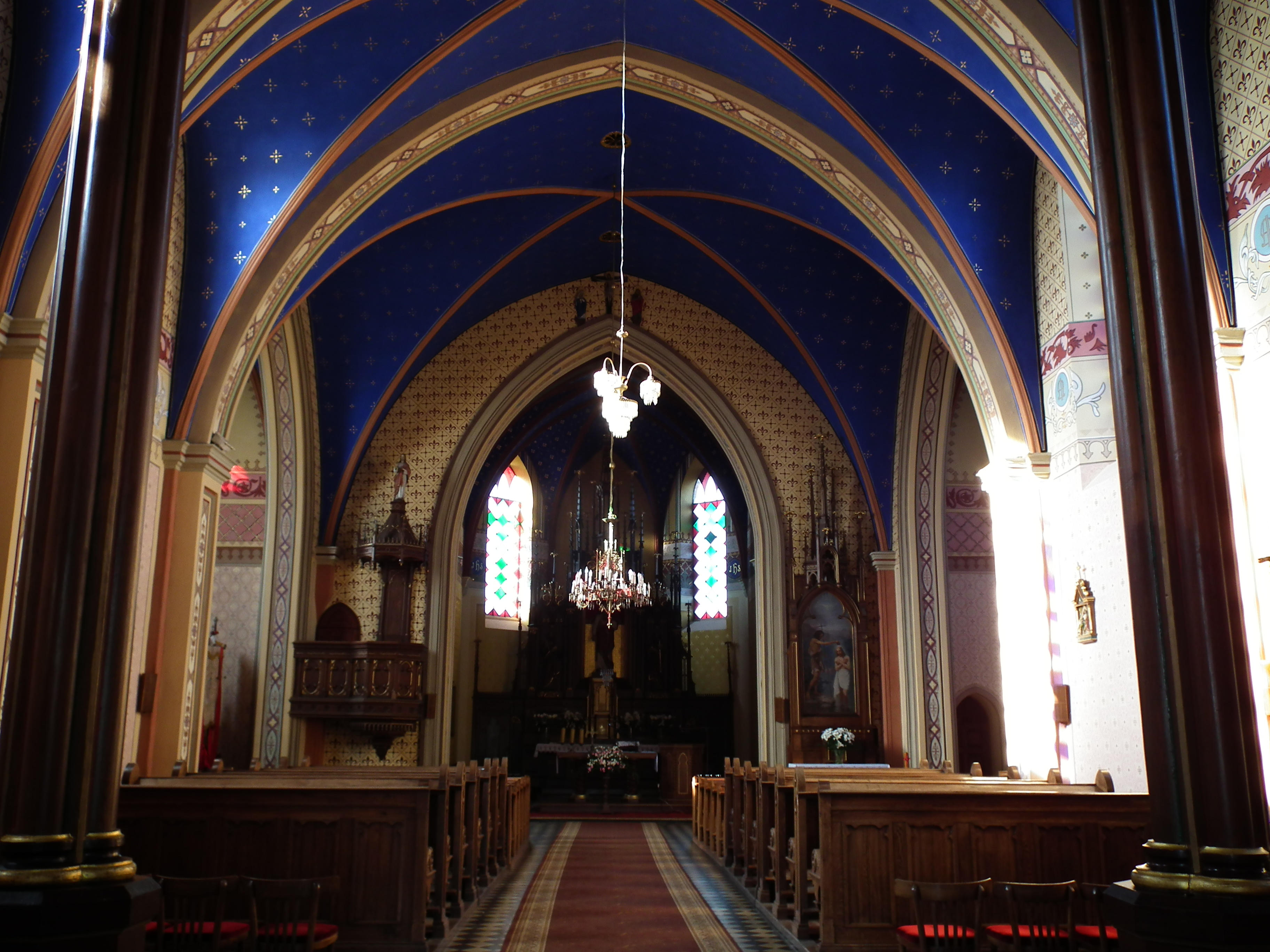
Wnętrze
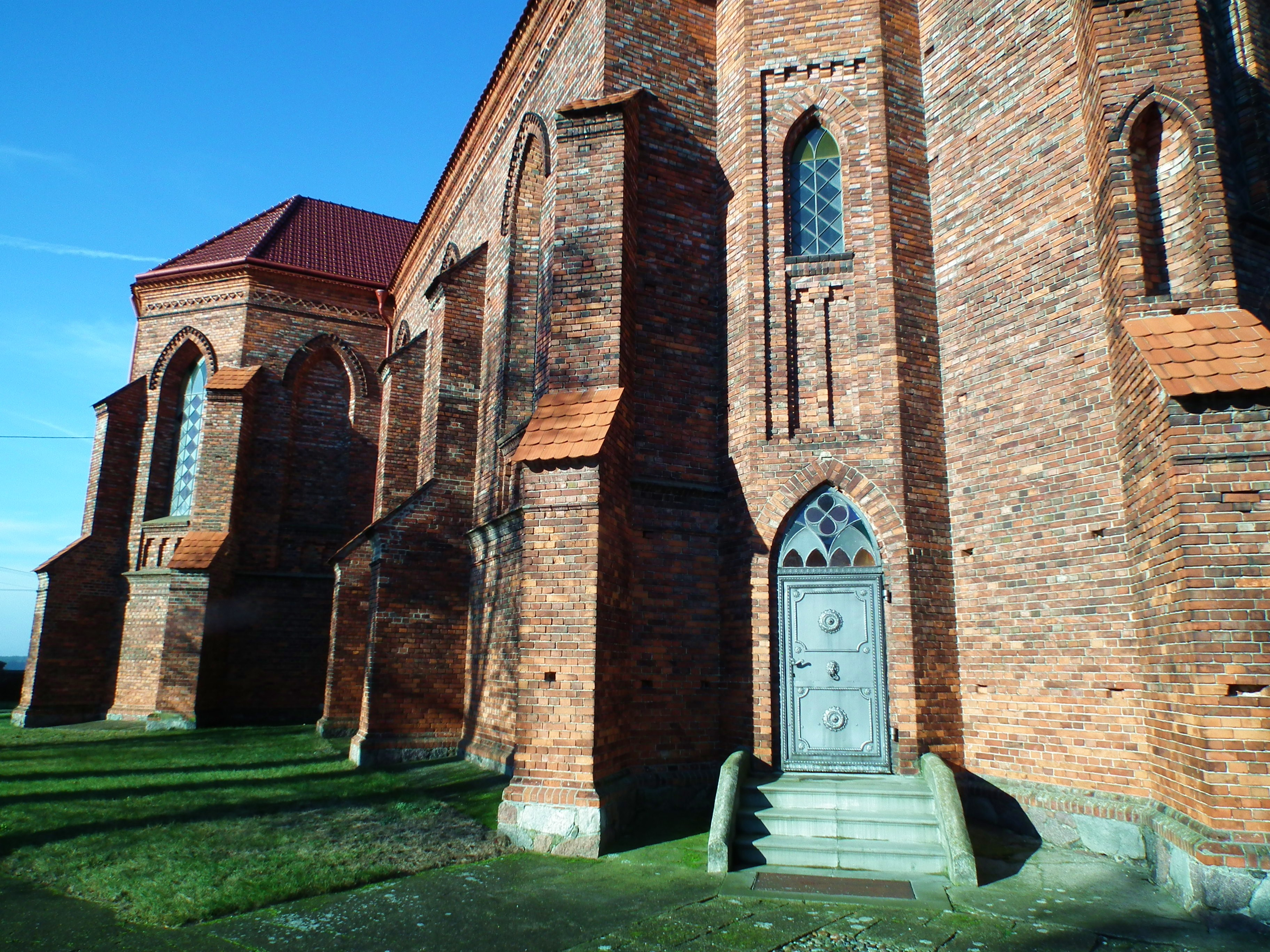
Elewacja południowa
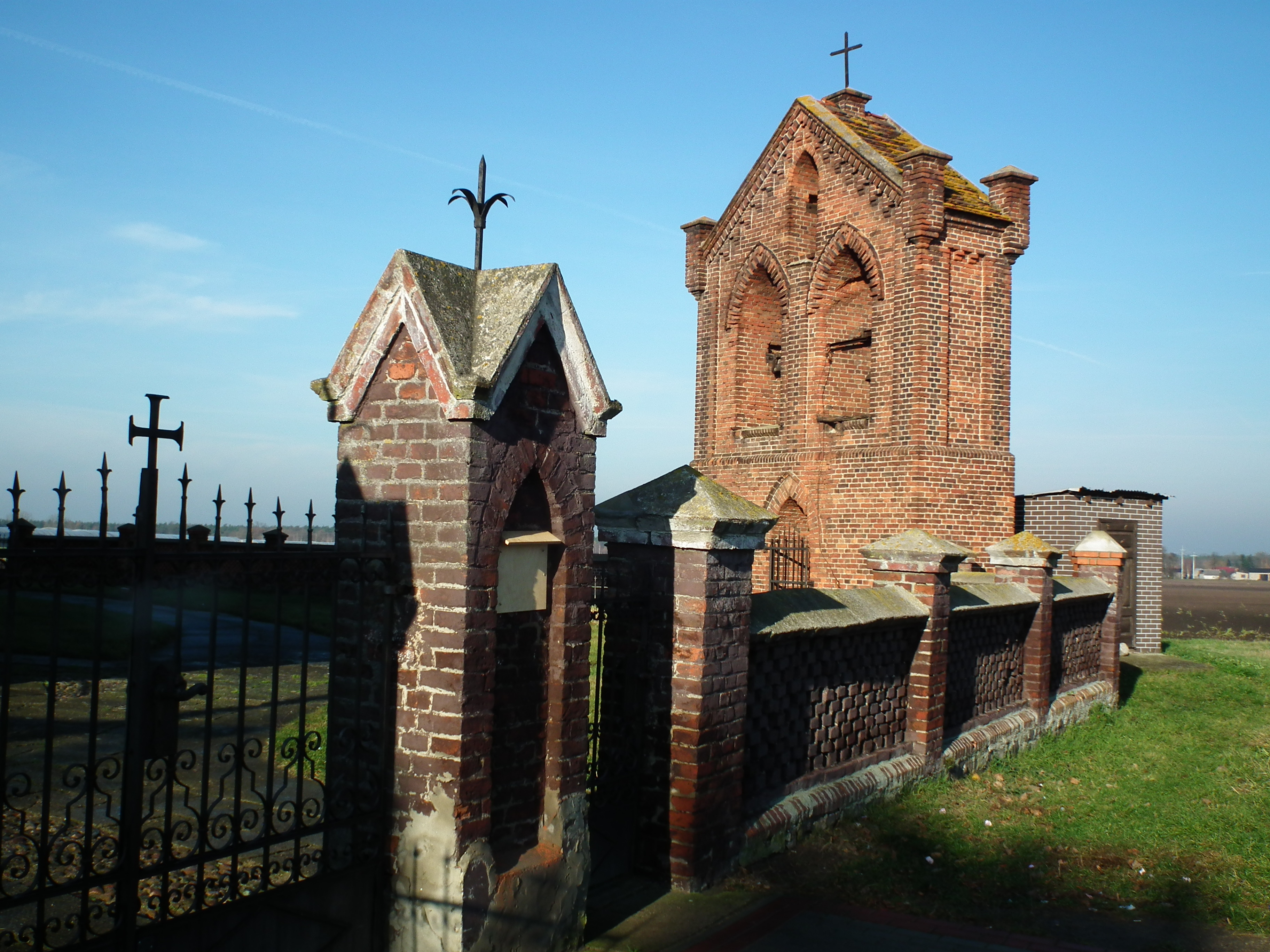
Dzwonnica i ogrodzenie